# Astatotilapia flaviijosephi
Astatotilapia flaviijosephi es una especie de peces de la familia Cichlidae en el orden de los Perciformes.

## Morfología
Los machos pueden llegar alcanzar los 12,8 cm de longitud total.

## Distribución geográfica
Se encuentra en la parte central de la cuenca del río Jordán, cerca del lago Tiberiades (Israel, Jordania y Siria ).